# Svend Grundtvig
Svend Hersleb Grundtvig, född 9 september 1824 i Köpenhamn, död 14 juli 1883, var dansk litteratur- och folkminnesforskare samt filolog. 

## Biografi
Grundtvig var son till N. F. S. Grundtvig och bror till Johan och Frederik Lange Grundtvig. Han blev student 1846, deltog som frivillig i kriget 1848–50 och blev löjtnant, men avgick 1863 som kapten. Han blev 1863 docent samt 1869 professor i nordiska språk vid Köpenhamns universitet. Han blev hedersdoktor i filosofiska fakulteten vid Uppsala universitets jubelfest 1877.
Grundtvigs huvudgärning rör Nordens folkvisor. Redan 1842–46 utgav han en översättning av "engelske og skotske folkeviser". Efter en långvarig förberedelse började han 1853 sin stora upplaga av Danmarks gamle Folkeviser, som innehåller ett ordagrant avtryck av alla gamla uppteckningar samt en mängd nya jämte motsvarande uppteckningar av visor från Sverige (i synnerhet av en genom George Stephens och Gunnar Olof Hyltén-Cavallius åstadkommen handskriftssamling), från Norge (i synnerhet genom Sophus Bugge) samt från Färöarna och Island. Varje visa inleds med en utförlig redogörelse för dess och den densamma motsvarande sagans förekomst inom alla europeiska folks litteratur.
Förutom detta verk, som är ett huvudarbete på sitt område och inte kan lämnas obeaktat av någon folkpoesins granskare i Europa, gjorde Grundtvig antingen själv eller medverkade till andra samlingar: Íslenzk fornkvæði av Jón Sigurðsson och Grundtvig (1854-85), Gamle danske minder i folkemunde av Grundtvig (1854–61) och två samlingar Jydske folkeviser av Evald Tang Kristensen (1871 och 1876). Vidare visade han i ett litet urval Danske kæmpeviser og folkesange fra middelalderen, fornyede i gammel stil (1867) och i en större samling (1882) Danske folkeviser i udvalg vägen till en behandling av dessa gamla minnen, som är trogen mot deras egen anda.
På liknande sätt återupplivade han i två små band Danske folkeeventyr (1876 och 1878; "Folksagor och äfventyr, upptecknade från folkmunnen", 1879) en hel serie av de betydelsefullaste alstren av detta slags folkdiktning i Danmark. Bland en hel mängd vetenskapliga avhandlingar av Grundtvig kan här nämnas Udsigt över den nordiske oldtids heroiske digtning (1867), Om Nordens gamle literatur. En anmeldelse og en indsigelse (1867; först i "Historisk tidsskrift") och Er Nordens gamle literatur norsk? Eller er den dels isländsk, dels nordisk? (1869), tillsammans ett huvudinlägg mot den munch-keyserska uppfattningen av den nordiska fornlitteraturen. Han utgav därjämte 1868 "Sæmunds edda" (med anmärkningar) samt Dansk retskrivnings-ordbog efter retskrivningsmødets regler (1870) och Dansk haand-ordbog, med den af kultusministeriet anbefalede retskrivning (1872; andra utökade upplagan 1880). 
Grundtvig dog, utan att ha lyckats att fullborda folkviseeditionen. Band V avslutades 1890 av hans mest betydande lärjunge, Axel Olrik, som från 1895 utgivit band 6-8 av "Danmarks ridderviser" efter Grundtvigs samlingar. Hans utomordentligt rikhaltiga Folkemindesamlinger – däribland färöiska visor och ordbok i 15 kvartband - förvaras i Det Kongelige Bibliotek i Köpenhamn.

## Utmärkelser
- Riddare av Dannebrogorden,  1850[4]

[Redigera Wikidata]